# 太睿國際控股
太睿國際控股有限公司，簡稱太睿國際控股，(港交所：1010)，是從榮榮國際換取上市。業務生產及分銷集成電路、半導體零件設計及投資等。而前稱為「弘茂企業控股有限公司」和「弘茂科技控股有限公司」，上海業務比重最多。
現時主席為葉稚雄。值得注意是光磊科技項目總監陳澤元也有董事在內。

## 外部連結
- 弘茂科技控股有限公司